# Henri de Tréveneuc
Henri Louis Marie Chrestien, comte de Tréveneuc, est un homme politique français, né le 13 septembre 1815 à Lantic (Côtes-d'Armor) et mort le 10 juin 1893 à Paris.

## Biographie
Henri-Louis-Marie Chrestien de Tréveneuc naît le 13 septembre 1815 à Lantic. Il est issu d'une famille noble de Bretagne, déclarée d'ancienne extraction en janvier 1669, dont deux membres accompagnèrent Louis IX à la Croisade. Il est le frère aîné de Fernand de Tréveneuc.
Il fait ses études secondaires au collège de l'ancienne abbaye de Pontlevoy. En 1832, il entre à l'école de Saint-Cyr mais en est exclu, l'année suivante, pour avoir pris part à une insubordination. Il sert quelque temps comme soldat au 5e régiment d'infanterie de ligne puis comme sous-officier au 11e régiment d'infanterie légère. Il quitte l'armée et, en 1836, entre à l'École des Beaux-Arts de Paris où il suit des cours d'architecture,. Il suit ensuite des cours de droit à la Faculté de Paris dont il est reçu licencié.

### Carrière politique
À la révolution de février 1848, il adhère à la République. Le 23 avril, il est élu représentant des Côtes-du-Nord à l'Assemblée nationale. Le 15 mai, lors de l'envahissement du palais Bourbon par des manifestants, il figure au nombre des représentants à ne pas quitter la salle des séances de l'Assemblée. Il soutient dans un premier temps le général Cavaignac, avant de bascule rapidement à la droite monarchiste. Il vote pour l'établissement du cautionnement et de la contrainte par corps ; le 25 août, pour les poursuites contre Louis Blanc et Marc Caussidière ; contre l'abolition de la peine de mort ; le 7 octobre, contre l'amendement Grévy ; contre le droit au travail ; pour l'ordre du jour en l'honneur de Cavaignac ; pour la suppression de l'impôt du sel ; pour la proposition Rateau ; contre l'amnistie ; pour l'interdiction des clubs ; et pour les crédits de l'expédition romaine.
Le 13 mai 1849, il est élu représentant des Côtes-du-Nord à l'Assemblée nationale. Il vote pour la loi Falloux-Parieu et la loi restrictive du suffrage universel. Il s'oppose au coup d'État de 1851. Ayant protesté contre le coup d'État, il est arrêté et détenu quelques jours à Vincennes. En mai 1852, il démissionne de son mandat de conseiller général des Côtes-du-Nord.
Il reste éloigné de la vie publique sous le Second Empire. Pendant la guerre franco-allemande de 1870, il sert, comme major de place, au 6e secteur de Paris et est décoré.
Le 8 février 1871, il est élu représentant des Côtes-du-Nord à l'Assemblée nationale. Il siège à droite. Il vote pour la paix ; le 16 mai, pour les prières publiques ; le 8 juin, pour l'abrogation des lois d'exil du 10 avril 1832 et du 26 mai 1848 ; et, le 30 août, pour le pouvoir constituant de l'Assemblée. Le 24 mai 1873, il contribue au renversement d'Adolphe Thiers. Il vote pour la loi du septennat du 20 novembre 1873, pour l'état de siège ; et, le 20 janvier 1874, pour la loi des maires. Il vote contre l'amendement Wallon, contre l'amendement Duprat et contre les lois constitutionnelles des 24, 25 février et 16 juillet 1875.
Le 30 janvier 1876, il est élu sénateur des Côtes-du-Nord. Le 6 janvier 1885, il est réélu. Il vote contre l'expulsion des princes, contre la nouvelle loi militaire et contre le rétablissement du scrutin d'arrondissement.

### Décès
En mai 1893, une chute au palais du Luxembourg le contraint d'abord à rester alité puis, le 22, à subir une opération chirurgicale à la suite de laquelle son état s'aggrave. Il meurt le 10 juin, à l'âge de 77 ans, rue des Écuries-d'Artois, dans le 8e arrondissement de Paris,, des suites de sa chute. Sa mort est annoncée le lendemain matin,. L'après-midi du 12, le président du Sénat, Paul Challemel-Lacour, lit, en début de séance, son éloge funèbre,,. Le matin du 13, ses obsèques sont célébrées en l'église Saint-Philippe-du-Roule,. Selon ses volontés, les honneurs militaires ne lui sont pas rendus et nul discours n'est prononcé. Le 15, il est inhumé à Tréveneuc,.
Il est le père de Robert de Tréveneuc.